# کارلو چرسولی
کارلو چرسولی (به ایتالیایی: Carlo Ceresoli) بازیکن فوتبال و اهل ایتالیا است که از سال ۱۹۳۴ میلادی عضو تیم ملی فوتبال ایتالیا بوده و در ۸ بازی ملی حضور داشته‌است. او در بازی‌های ملی‌اش ۱۰ گل دریافت کرد.
کارلو چرسولی آخرین بازی ملی خود را در سال ۱۹۳۸ میلادی انجام داد.